# 過去時制
過去時制（かこじせい）とは、言語で過去の動作、現象、状態等を表現する時制。時制を持つ言語の多くには過去時制があるが、未来時制と非未来時制しかない言語（例えばケチュア語）もある。
詳細は言語により異なる。特に、現在完了形と過去形を区別しない言語は多い。英語では両者を厳密に区別し、現在完了形には現在時と離れた特定の過去時を指示する副詞句をつけられないが、ドイツ語やフランス語（特に口語）では区別しないことが多い。日本語で過去を表す「た」も、起源は完了であり、「到着したら連絡して下さい」などの用法は純粋に完了を意味している（現実には未来のことである）。
このほか言語によっては、動作・現象の相による区別、伝聞か、話者の現実の経験かといった法に関わる区別（日本語の古語など）、あるいは現在時とのへだたり（近い過去か、遠い過去か）による区別をする。
過去のある時点で既にある事態が実現していたことを表す過去完了形は、大過去形ともいう（言語によってはさらに（直）前過去形などを区分することもある）。間接話法では、主節の動詞の時制を基準にし従属節の時制はこれに従って決定される（時制の一致）ので、過去におけるそれより過去についての言及内容は大過去形で表される。また、過去から見た未来を表現するのに特化した過去未来形を持つロマンス諸語のような言語もある。これは現実に反する内容を表わすこともあり、直説法ではなく「条件法現在形」として扱われることもある。

## 文法化

### 完了形から過去時制へ
過去時制を表す形式は、しばしば 完了形の標識に由来する。
西アフリカで話されるエウェ語 (ニジェール・コンゴ語族) の「ダホメ王国方言」では、「〜である・〜終える」を意味する動詞kɔが、完了標識を経て過去標識へと文法化したという。
完了形から過去形への変化は、ロマンス諸語やゲルマン語派における「『持つ』＋過去分詞」構文にも認められる (e.g. 現代ドイツ語のhaben完了)。
このように完了標識が過去標識として用いられる際には、当該の形式が本来備えていた、過去の行為と現在との繋がりを示す機能は消失しており、単に過去の事態一般を指す表現へと変質している。

### 「得る」から過去時制へ
クメール語・ミャオ語・タイ語といった東南アジア大陸部の言語では、「得る」を意味する動詞が、単に動作が過去に起こったを示す標識として使用されることがある。
同様の文法化は、西アフリカのトウィ語 (ニジェール・コンゴ語族) でも生じている。

### 「昨日」から過去時制へ
中部アフリカのバカ語において近過去を表す動詞接辞-ngiは、「昨日」を意味する副詞のngiliに由来する。

## ラテン語とロマンス語
ラテン語の動詞では各時制に対して未完了形と完了形の区別があり、過去のことであっても継続・反復的ならば未完了過去形、完結的ならば完了現在形を用いるという区別がある。この区別はラテン語から派生したロマンス語（フランス語・スペイン語など）にも引き継がれ、ラテン語の完了現在形はロマンス語の単純過去（遠過去）形に、未完了過去形は半過去形・線過去形になっている。また助動詞と過去分詞を用いる完了形が発達し、現在完了形が複合過去・近過去などとも呼ばれて過去の意味に用いられている。

## 日本語
日本語では、中古までの古語では完了と過去の区別があり、過去の助動詞としては「けり」と「き」が、また不確実な過去を表現するために過去推量の「けむ」が用いられた。「けり」は、今から思えばそうだったという回想過去を表現する。それに対して「き」は、過去の時点で確実だったことを表現し、またしばしば自分の経験によることを含意する。このように過去形を証拠性により区分する言語は他にもかなりある（トルコ語など）。中世以後はこのような本来の過去形はすたれ、完了の「たり」に由来する「た」だけが残った。ただし「けり」に由来し回想を表す終助詞「っけ」が東日本方言に残っている。

## 朝鮮語
朝鮮語では、動詞については単純過去形（接辞-었/았-、連体形語尾-ㄴ）と回想過去形（接辞-더-、連体形語尾-던）を区別する。形容詞ではこの区別はない。回想形は過去における継続・習慣・反復（非完了過去）を現在から回想する意味がある。完了的過去を回想的に表現するには過去接辞と回想連体形を重ねる。また過去接辞を重ねた形は大過去形と呼ばれるが、一般には過去完了ではなく、現在とは異なる過去の事実を強調するために用いる。なお-었/았-は歴史的には-어/아-（連用形）に있다「ある・いる」が接続したもので、元来は完了を表示した。

## スラヴ語
スラヴ語では、能動完了分詞（語尾にLがあるのでL分詞ともいう）にコピュラを付けて過去を表す。ロシア語などではコピュラを省略するのでL分詞自体が過去形となり、過去形が性により変化するという、インド・ヨーロッパ語族としては珍しい性質がある。

## 中国語
中国語では完了を表すのに時態助詞「了」を動詞の直後につけるが、これは必ずしも過去を表すものではなく、中国語には時制はない。同じ「了」でも語気助詞（文末につける）の場合は、完了よりその結果としての現在の状態を表す。